# Lammeröfen
Die Lammeröfen oder Lammerklamm befinden sich im Gemeindegebiet von Scheffau im Bundesland Salzburg. 
Die Klamm wird beim Ortsteil Oberscheffau von der Lammer gebildet, einem Nebenfluss der Salzach, und ist der Durchbruch zwischen Schwarzem Berg der Osterhorngruppe (Salzburger Kalkvoralpen) und dem Roadberg, einem Vorberg des Tennengebirges (Salzburger Kalkhochalpen).
Die Klamm ist etwa 1000 Meter lang, der Höhenunterschied beträgt 43 Meter. Die Klamm verläuft von Nord nach Süd und ist als Naturdenkmal geschützt. Der Klammuntergrund besteht aus Kalkstein. 
Die Lammer durchfließt zuerst die engste Stelle der Klamm, die am oberen Schluchtrand mit Schutt verschlossen ist, und Dunkle Klamm genannt wird, danach verbreitert sich die Klamm und nach einer weiteren Engstelle, die von einem Fußgängersteg überbrückt wird, öffnet sich das Tal in Richtung Oberscheffau. Durch die Klamm führt ein gesicherter unschwieriger Steig, der gegen Entrichtung einer Benützungsgebühr begangen werden kann. Die Steiganlage besteht bereits seit dem Jahr 1884. Am oberen und unteren Ende der Klamm befinden sich Gaststätten. 
Der Eingang der Klamm ist zu Fuß oder mit dem Pkw (Parkplatz) leicht zu erreichen und liegt etwa 500 Meter (unteres Klammende) beziehungsweise 2000 Meter (oberes Klammende) nördlich des Ortsteils Oberscheffau, direkt an der Verbindungsstraße von Golling nach Abtenau, der Lammertalstraße (B 162), die die Lammeröfen mit dem Pass bei Purgstall umgeht.

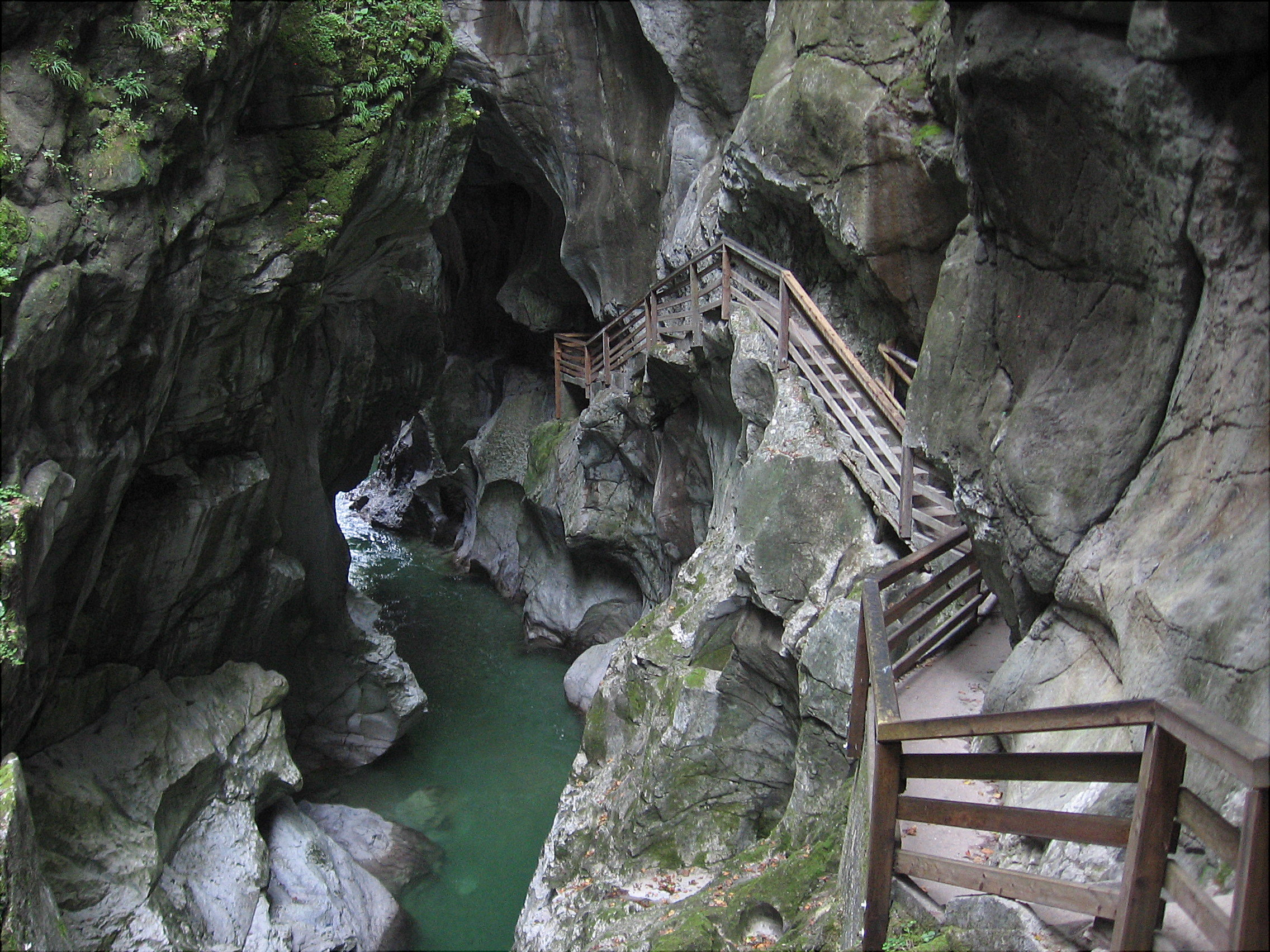
Steiganlage in der dunklen Klamm
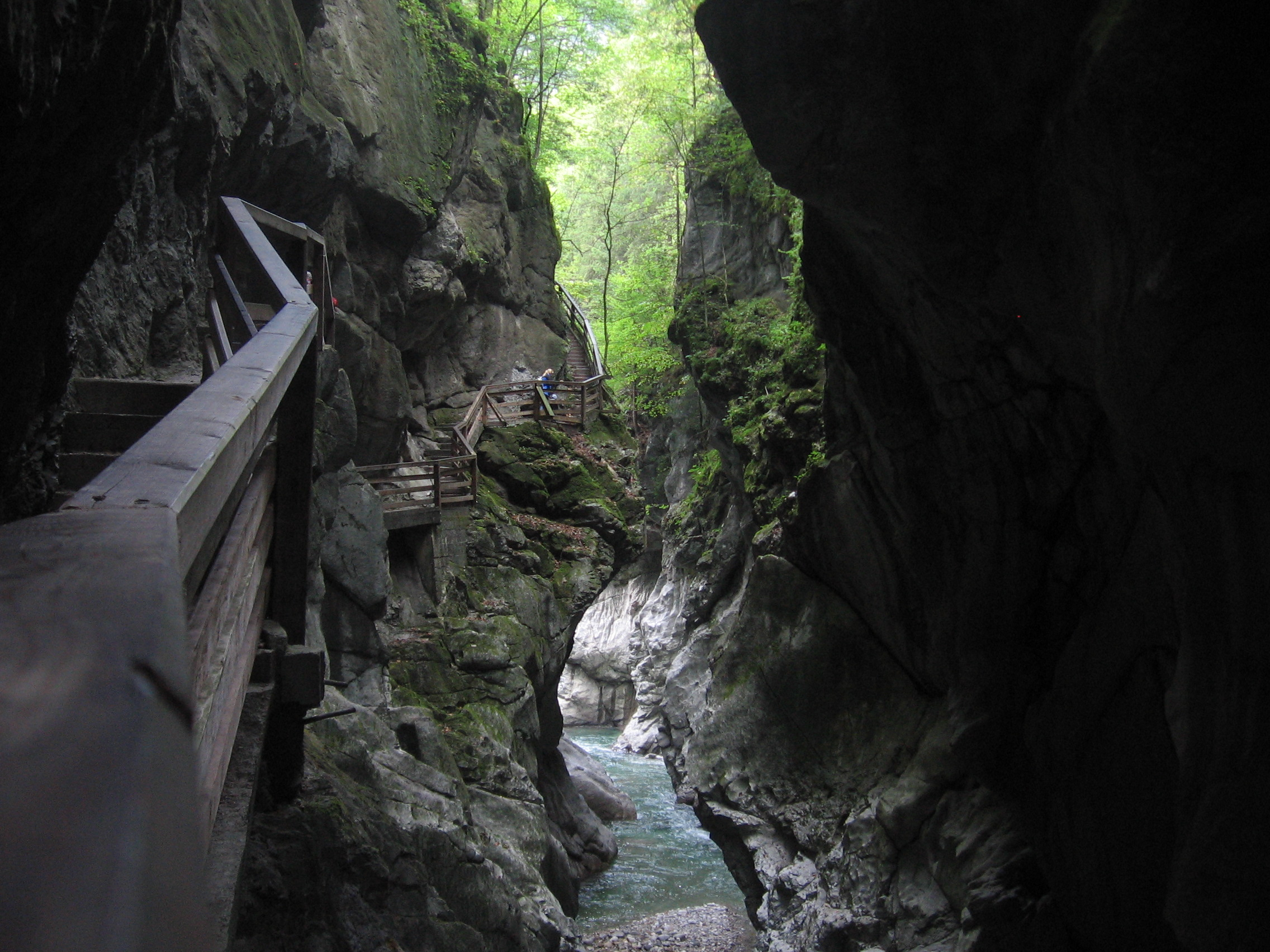
Blick aus der dunklen Klamm auf den weiteren Schluchtverlauf
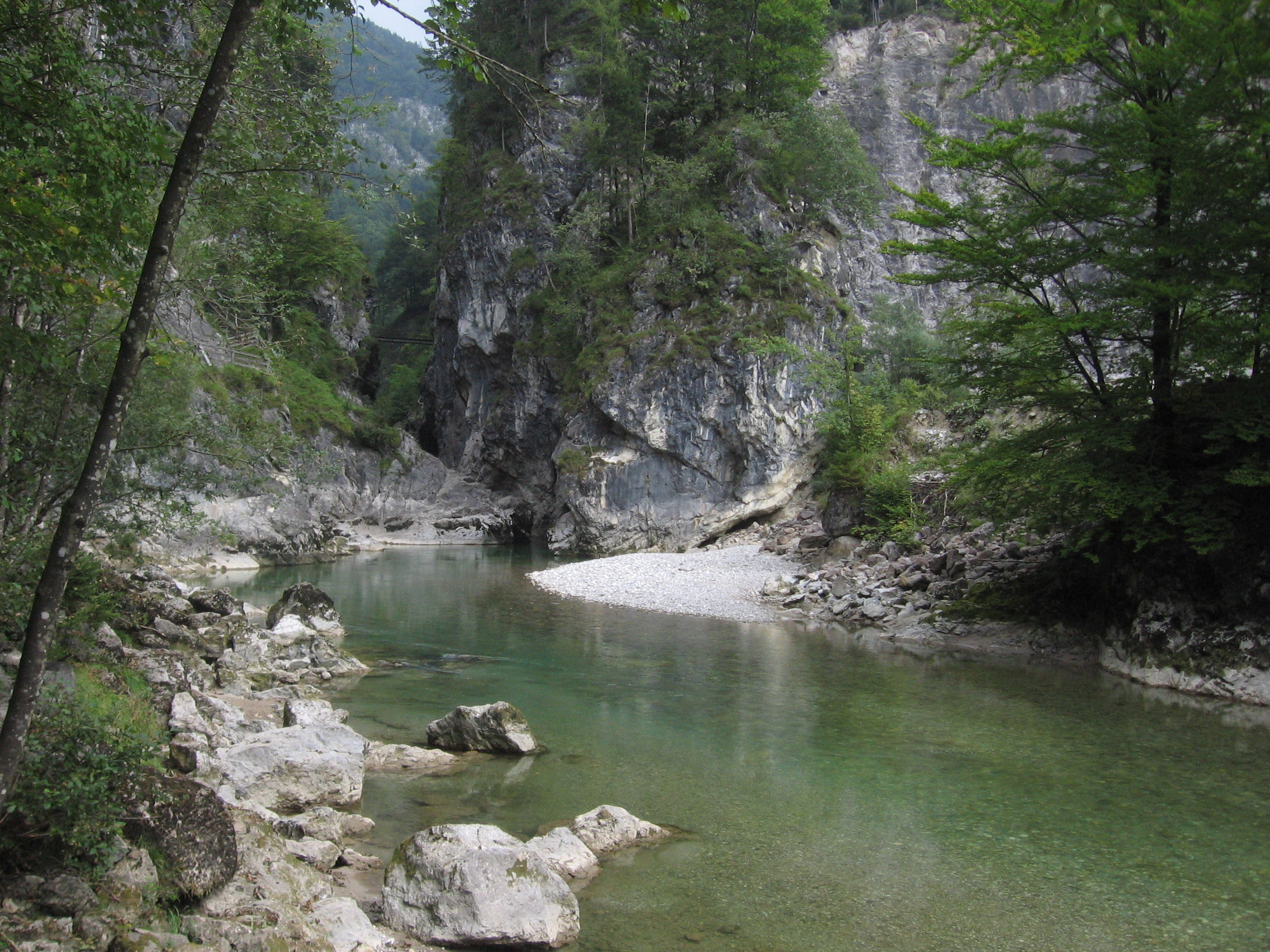
Unterer Klammeingang